# Spelaeoniscus sahariensis
Spelaeoniscus sahariensis là một loài chân đều trong họ Spelaeoniscidae. Loài này được Paulian de Felice miêu tả khoa học năm 1942.